# Nakajima Type 91
Il Nakajima Type 91 era un aereo da caccia monomotore, monoplano ad ala alta a parasole, sviluppato dall'azienda aeronautica giapponese Nakajima Hikōki KK nei primi anni trenta e utilizzato dal Dai-Nippon Teikoku Rikugun Kōkū Hombu, il servizio aeronautico dell'esercito imperiale giapponese, prima dello scoppio della seconda guerra mondiale.

## Storia del progetto
Negli anni venti i vertici dell'esercito imperiale espressero la necessità di sostituire il Ko-4, il Nieuport-Delage NiD 29 del quale la Nakajima aveva acquistato una licenza per produrlo localmente, nei propri reparti da caccia della sua componente aerea, emettendo nel 1927 una specifica per la fornitura di tre esemplari da avviare a prove di valutazione. Al concorso vennero parteciparono la Nakajima, la Kawasaki Kōkūki Kogyo, divisione aeronautica della Kawasaki Jūkōgyō KK, e la Mitsubishi; alla fine la competizione fu vinta dalla Nakajima.
Il Type 91 venne creato dalla serie di caccia prototipi NC. Il prototipo fu la sesta macchina sotto quella designazione ma aveva un aspetto fondamentalmente differente. Comparata con i primi NC, il Type 91 aveva un'ala dalle minori dimensioni, un serbatoio di combustibile ricollocato, una struttura generalmente rinforzata, l'adozione di un anello Townend, ed un impennaggio e carrello d'atterraggio ridisegnati. In questa configurazione venne portato in volo per la prima volta nel 1931.

## Impiego operativo
L'esercito ordinò il nuovo aereo sotto la designazione di Type 91 e le prime consegne avvennero nel tardo 1931. Tuttavia, si manifestarono problemi alla stabilità direzionale e al centro di massa, con il risultato che il Type 91 venne ritardato dal servizio.
Tra il 1931 ed il 1934 ne vennero prodotti 420 esemplari, inclusi i 100 realizzati dalla Ishikawajima Hikōki; 23 di questi erano nella versione Type 91-2 caratterizzata dall'adozione di un motore radiale Nakajima Kotobuki da 580 CV (432 kW). Quest'ultima venne portata in volo per la prima volta nel luglio 1934.
Il Type 91 venne rimpiazzato nel servizio operativo dal Kawasaki Type 95, poi ridenominato Ki-10 secondo la nuova convenzione di designazione dell'esercito, tra il 1936 ed il 1937.

## Varianti
Type 91-1
versione di produzione principale in serie, motorizzata con un motore radiale Bristol Jupiter da 450 hp (336 kW) costruito su licenza dalla Nakajima.
Type 91-2
versione migliorata, dotata di motorizzazione radiale Nakajima Kotobuki, prodotta in 21 esemplari.

## Utilizzatori
Cina
- Kwangsi Air Force

acquisì due Type 91-1 per valutazioni comparative nel settembre 1934 più un secondo lotto nel 1935.
 Giappone
- Dai-Nippon Teikoku Rikugun Kōkū Hombu

 Manciukuò
- Dai-Manshū Teikoku Kūgun[senza fonte]